# Nuestra Señora de la Peña de Francia (Puerto de la Cruz)

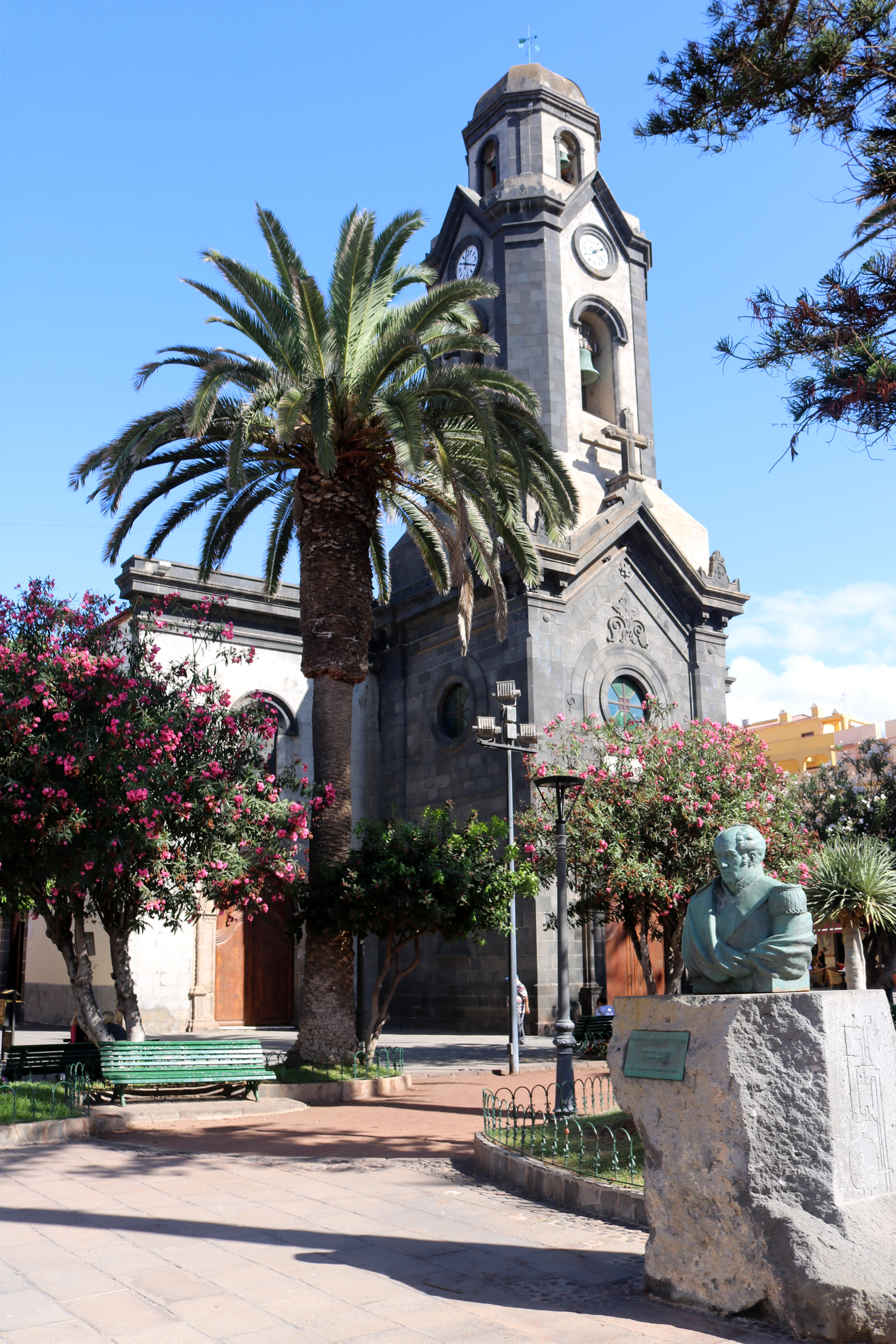
Kirche Nuestra Señora de la Peña de Francia

Die Kirche Nuestra Señora de la Peña de Francia ist die im 17. Jahrhundert errichtete Hauptkirche der Stadt Puerto de la Cruz auf Teneriffa, gewidmet der Virgen de la Peña de Francia.

## Geschichte der Kirche

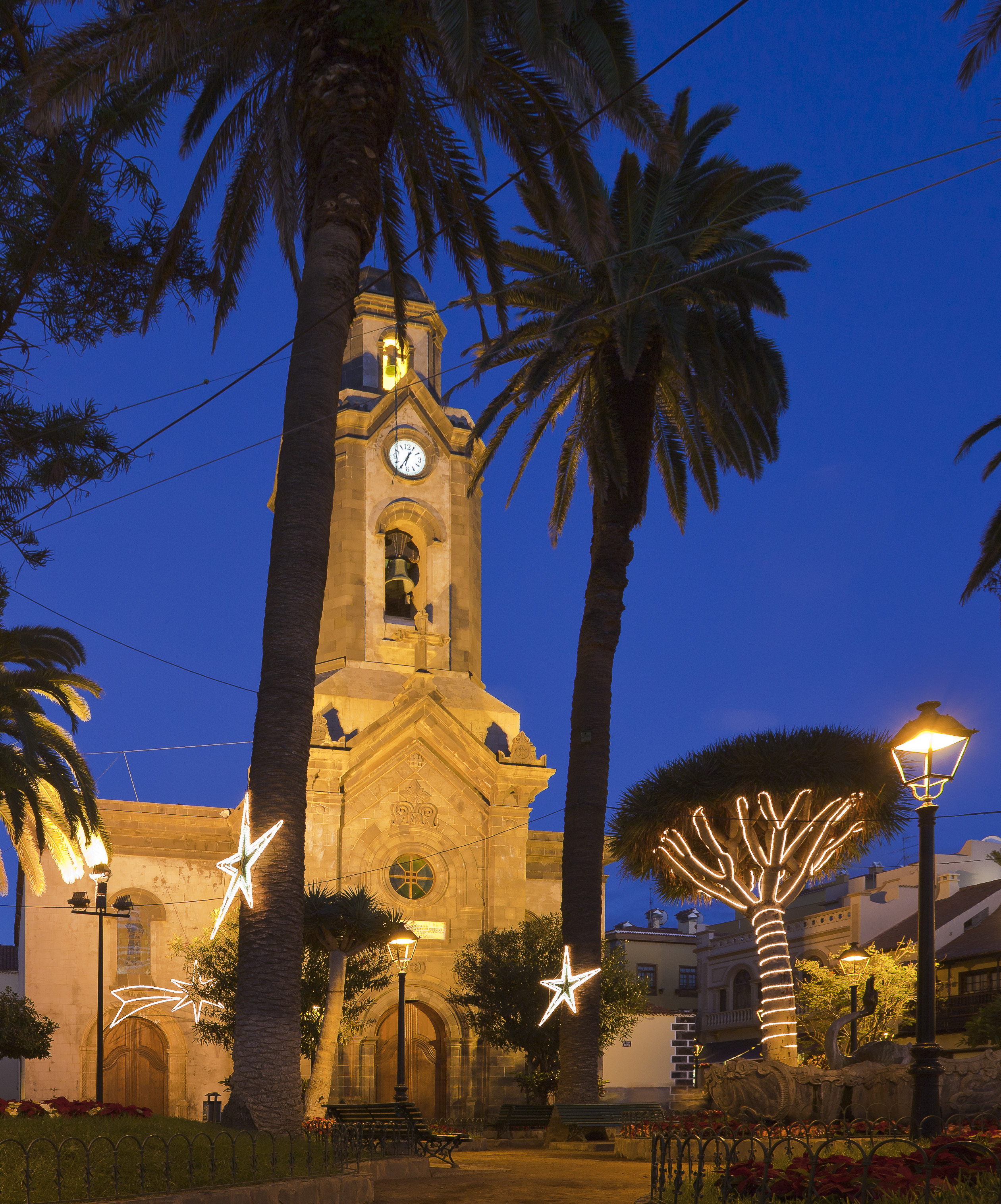
Die Kirche bei Nacht

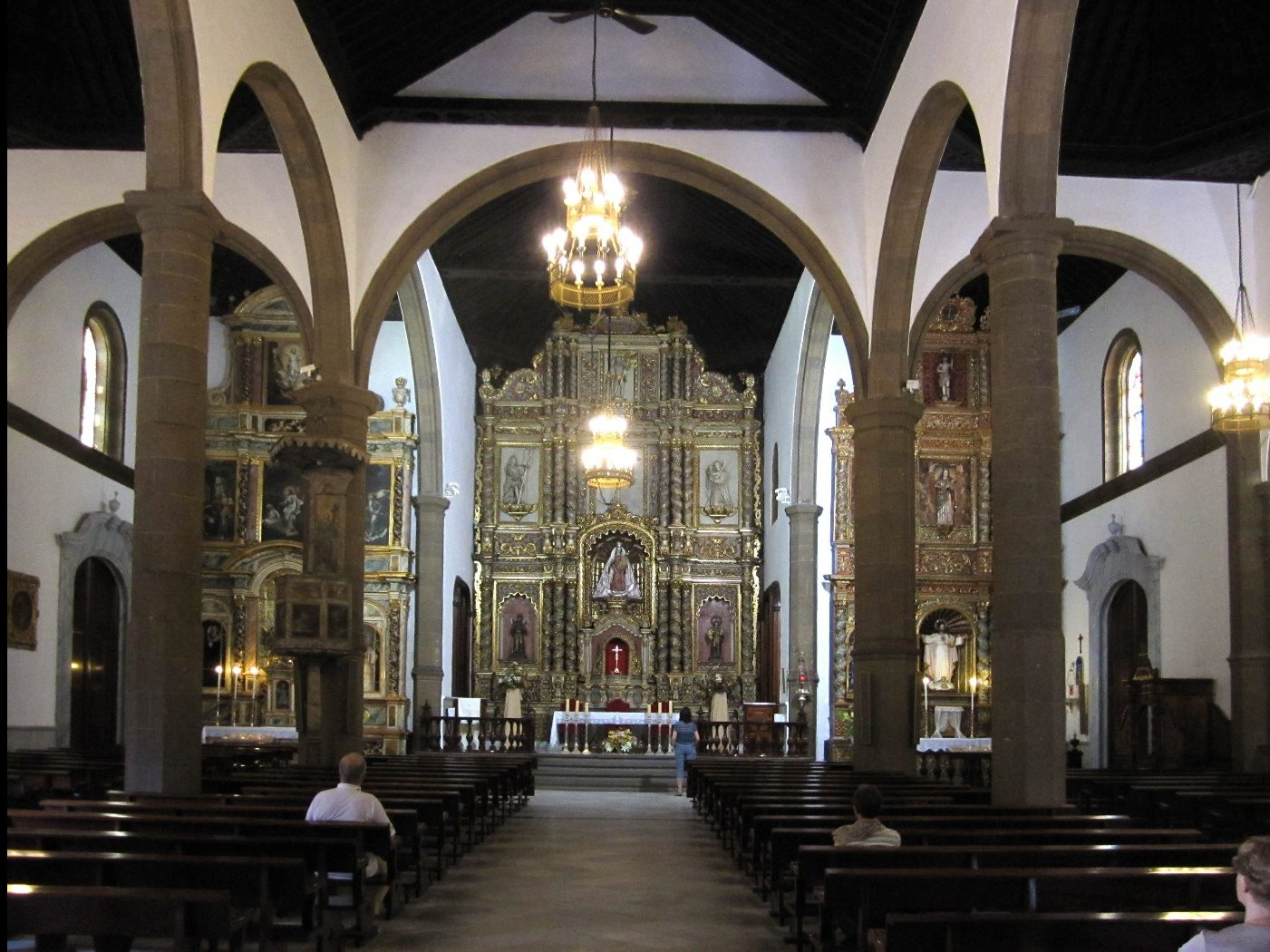
Der dreischiffige Innenraum nach Osten

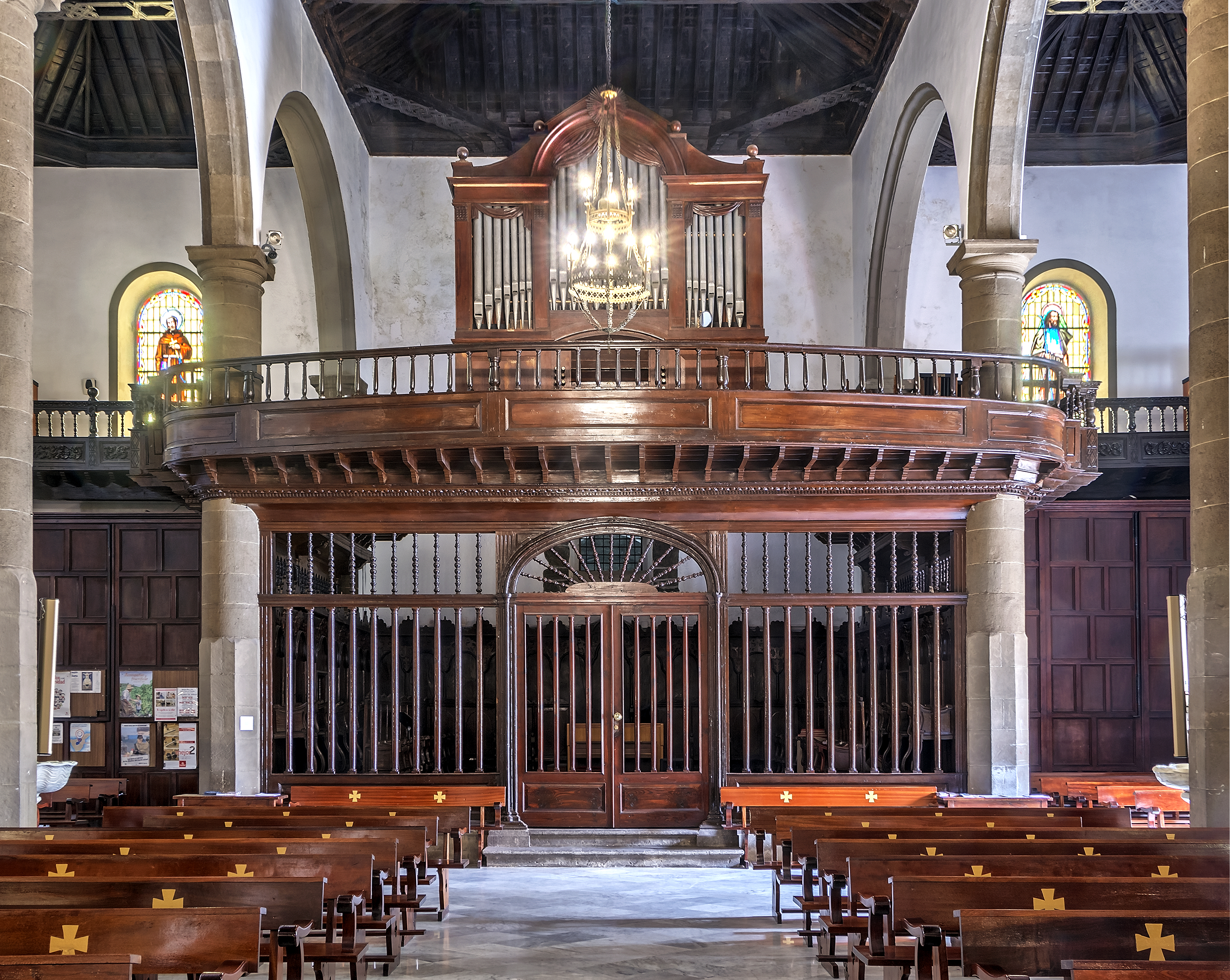
Orgelempore

Im Jahr 1603 teilte der Regidor Antonio Franchi y Lutzardo das damals weitgehend unbebaute Gebiet der Innenstadt von Puerto de la Orotava, dem heutigen Puerto de la Cruz, in einzelne Grundstücke auf. Dabei sah er auch einen Platz für eine Kirche vor. Im Jahr 1620 wurde eine Kapelle gebaut und das für die Kirche vorgesehene Grundstück vergrößert. Im Jahr 1648 begannen dann die Bauarbeiten für die Kirche. Im Jahr 1697 war das erste Gebäude fertiggestellt. Die rechte und linke Kante der Fassade waren aus Werkstein. Die Ecken endeten in kleinen Türmchen mit Pyramidendächern. Die drei Schiffe besaßen getrennte Walmdächer. Im Jahr 1729 wurden an der Westseite der beiden Seitenschiffe offene Balkone angebracht. Im Jahr 1822 wurden die vier Eingangstüren eingebaut und eine Orgel installiert. Die letzte große Umgestaltung wurde in den Jahren 1893 bis 1898 vorgenommen. Die Balkone und die Türmchen wurden entfernt und vor der Westseite des Hauptschiffes ein Turm errichtet, dessen drei Körper nach oben hin kleiner werden. Darüber hinaus wurde die gesamte Fassade mit Steinen verkleidet. Im Jahre 1958 wurde die Kirche dem Augustinerorden anvertraut, der seitdem für das Bauwerk verantwortlich sind.

## Der Innenraum
Der Innenraum besteht aus drei Schiffen, die durch Halbrundbogen auf Toskanischen Säulen getrennt werden (Nach Art von Basiliken). Auch die Altarräume sind durch Halbrundbogen von den Längsschiffen getrennt. Die Schiffe und die Altarräume haben jeweils ein Kehlbalkendach im Mudéjar-Stil, verstärkt durch doppelte Träger, die mit Bandelwerk als Holzstuckarbeit und Rhomben verziert sind.

## Die Ausstattung

### Kreuz und Kanzel
- Im linken Seitenschiff befindet sich ein mit Silber überzogenes Holzkreuz aus dem 17. Jahrhundert, das bei den Prozessionen der „Bruderschaft der Barmherzigkeit“ (Hermandad de Misericordia) vorausgetragen wird. Design und Dekoratione des Kreuzes weisen auf kubanischen Ursprung hin.
- Die Kanzel befindet sich an der vorderen Säule zwischen dem Hauptschiff und dem linken Seitenschiff. Mit ihrer schlichteren Formensprache weicht sie von der sonstigen barocken Ausstattung der Kirche ab. Sie trägt Malereien von Manuel Antonio de la Cruz aus dem Jahr 1809.  Die Bilder auf der Brüstung stellen die vier Evangelisten dar.

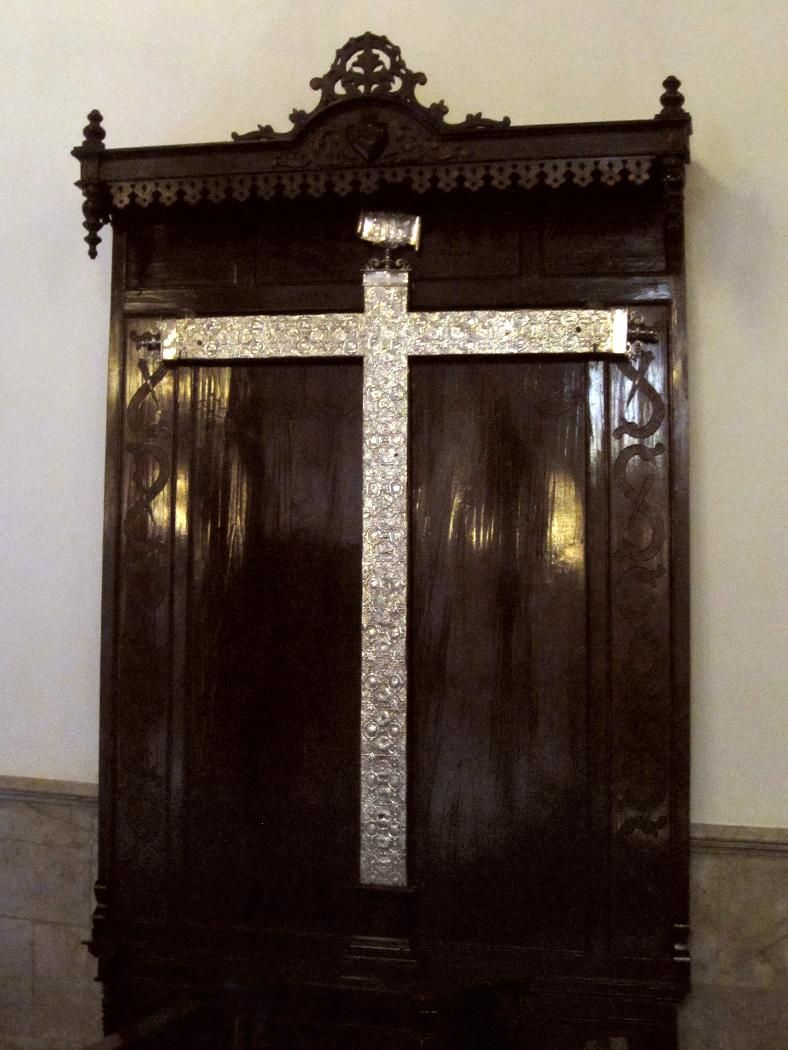
Das mit Silber überzogene Kreuz
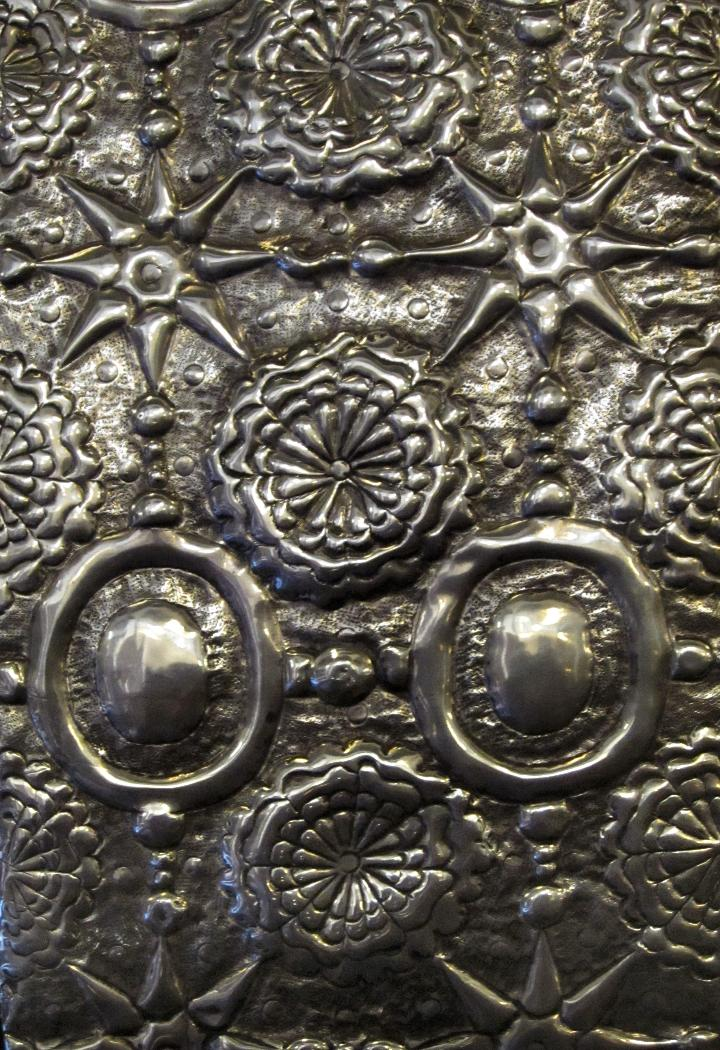
Detail der Silberarbeit am Kreuz
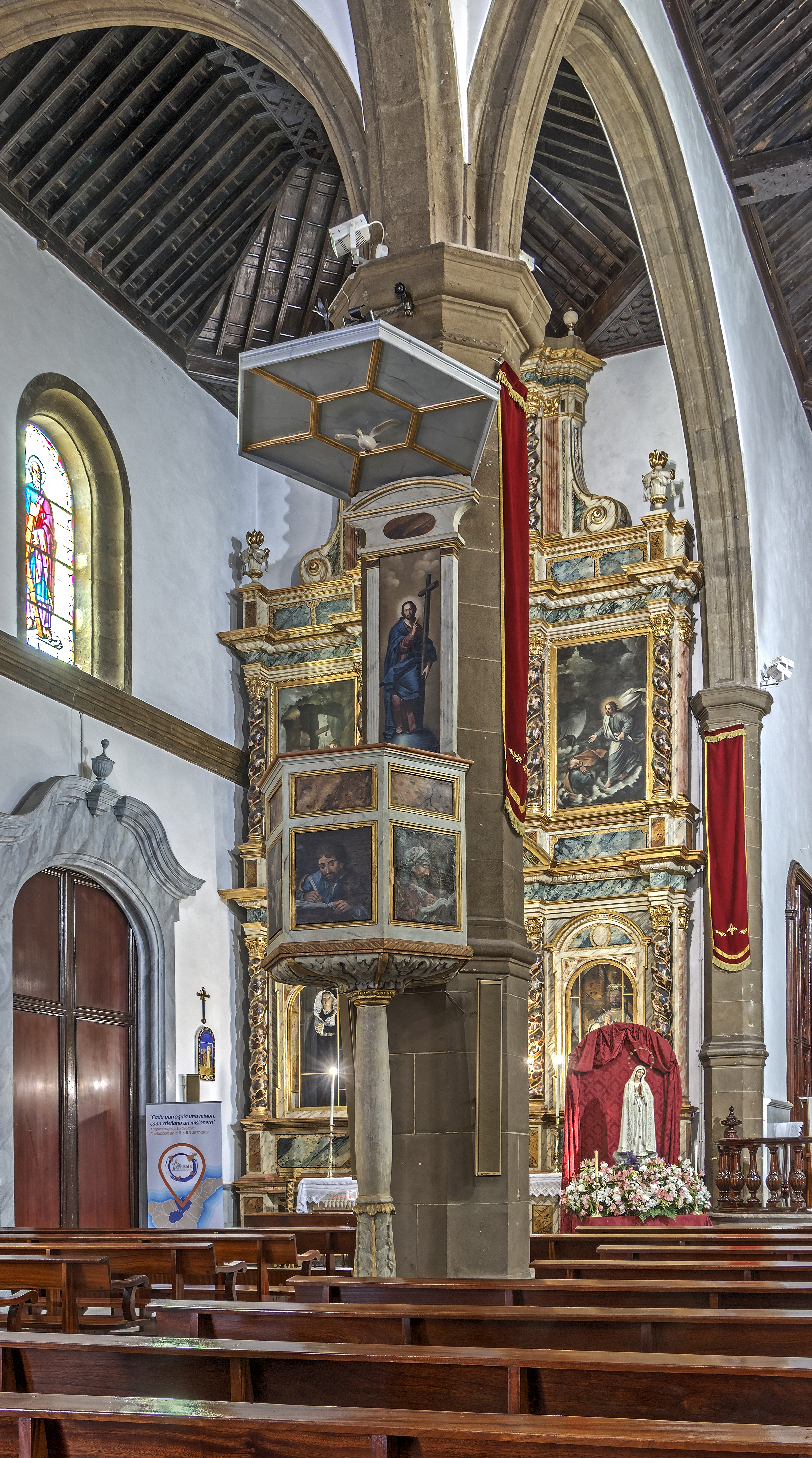
Die Kanzel

### Die Altäre
- Vom linken Seitenschiff aus öffnet sich die Kapelle „Nuestra Señora del Carmen“ und deren Altar, eine Arbeit des Franzosen Guillermo Veraud, die aus dem abgebrannten Kloster Santa Catalina in Puerto de la Cruz stammt. Der Altar hat nur eine Ebene mit drei Nischen. In der mittleren Nische befindet sich eine Figur der „Jungfrau Maria“ des ortsansässigen Künstlers Ángel Acosta Martín aus dem Jahr 1954. Diese Figur wird auf den jedes Jahr stattfindenden Prozessionen der Seeleute mitgeführt. In der linken Seitennische befindet sich ein heiliger Sebastian, der der kanarischen Schule des 17. Jahrhunderts zugerechnet wird, in der rechten eine heilige „Catalina“. Das  Gemälde in der Krone stellt die „Erscheinung der Jungfrau Maria vor dem Heiligen Felix von Valois“ dar. Über diesem Bild ist eine Harfe, das irische Wappen, dargestellt und darunter die Inschrift „Hibernia Semper“. Der Altar wurde von dem in Puerto ansässigen Kaufmann Nicolás Bernardo Valois in Auftrag gegeben, er war irischer Abstammung. Die Holzteile des Retabels sind aus Palisander und Edelkiefer geschnitzt. In dieser Kapelle befindet sich auch eine Statue des Heiligen Judas Thaddäus.

- An der Kopfseite des linken Seitenschiffes befindet sich der Altar der „Großen Kraft Gottes“ (Gran Poder de Dios). Der Altar stammt aus dem Jahr 1708 und wurde im Jahr 1809 durch Manuel Antonio de la Cruz (1750–1809) umgestaltet. Das Retabel zeigt sieben Felder, in der unteren und mittleren Ebene je drei, in der oberen Ebene ein Feld. Die Felder werden seitlich durch gedrehte Säulen getrennt. In den Nischen der unteren Felder stehen Figuren. In der Mitte befindet sich die Christusfigur, die dem Altar seinen Namen gab. Sie wurde Ende des 17. Jahrhunderts in Sevilla angefertigt. In der linken Nische steht die Figur der „Jungfrau der Schmerzen“ (Virgen de Dolores), die von José Luján Pérez (1756–1815) für das Franziskanerkloster in Puerto de la Cruz geschaffen wurde. Die Figur in der rechten Nische stellt Sankt Petrus als Büßer dar. Sie stammt aus dem 18. Jahrhundert. Die vier Bilder im oberen Teil des Retabels stammen von Luis de la Cruz. Sie zeigen „Jesus und die Samariterin“, die „Auferweckung des Lazarus“, „Jesus und Sankt Petrus gehen über das Wasser“ im obersten Teil des Altars die „Verklärung Jesu“.

- Der Altar Nuestra Señora (oder Virgen) de la Peña de Francia befindet sich  an der Kopfseite des Mittelschiffs.  Das Retabel stammt aus dem Jahr 1710 und wurde in den Jahren 1835 und 1927 verändert. Es ist senkrecht durch gedrehte Säulen, die mit Weinblättern verziert sind, in drei Teile unterteilt. Die Sockel der Säulen sind durch Engelsköpfe verziert. In der Mitte des Retabels steht die Namensgeberin der Kirche, eine Figur aus dem 17. Jahrhundert, vermutlich aus Genua. Links davon steht eine Figur des „Heiligen Franz von Assisi“, auf der rechten Seite die Figur des „Heiligen Antonius von Padua“. Die Autoren dieser Arbeiten aus dem 18. Jahrhundert sind unbekannt.

- An der Kopfseite des rechten Seitenschiffes befindet sich der „Altar der Seeleute“ (Mareantes) oder des „Herz Jesu“ (Corazón de Jesús). Der Altar wurde im Auftrag der Vereinigung der Seeleute zu Beginn des 18. Jahrhunderts errichtet. In der mittleren Nische der unteren Ebene steht eine Christusfigur aus dem 20. Jahrhundert.  In der linken Nische steht die Figur der „Jungfrau des Rosenkranzes“ (Virgen del Rosario). Sie wird der kanarischen Schule des 17. Jahrhunderts zugerechnet und stammt aus dem Besitz des Dominikanerklosters in Puerto de la Cruz.  Die Figur des „Heiligen Josefs mit dem Kind“ in der rechten Nische wurde im Jahr 1832 von José Perdigón Oramas geschaffen. Die obere Ebene zeigt Reliefbilder des „Heiligen Telmo“, der „Krönung Mariens“ und des „Heiligen Antonius von Padua“. In der obersten Ebene ist das Reliefbild eines „Schmerzensmannes“ zu sehen. Diese Hochrelief-Darstellungen werden dem von Teneriffa stammenden Bildhauer Lázaro González de Ocampo (1651–1714) zugeschrieben. Alle Flächen des Retabels werden von gedrehten Säulen begrenzt. Der Altar wird von einem Medaillon mit einem Anker gekrönt.
- Vom rechten Seitenschiff aus öffnet sich die Kapelle „Nuestra Señora de la Concepción“ oder „San Patricio“.  Der Altar dieser Kapelle ist einer der ältesten der Kirche. Er stammt aus dem 17. Jahrhundert.  In der mittleren Nische der unteren  Ebene befindet sich die Figur „Nuestra Señora de la Concepción“, in der rechten Nische ein Heiliger Patrizius. Die Gemälde in der oberen Ebene und in der Krone sind  Bilder der kanarischen Schule des 18. Jahrhunderts. Der Altar wird von einem Medaillon mit einer Harfe, dem Symbol Irlands, gekrönt.

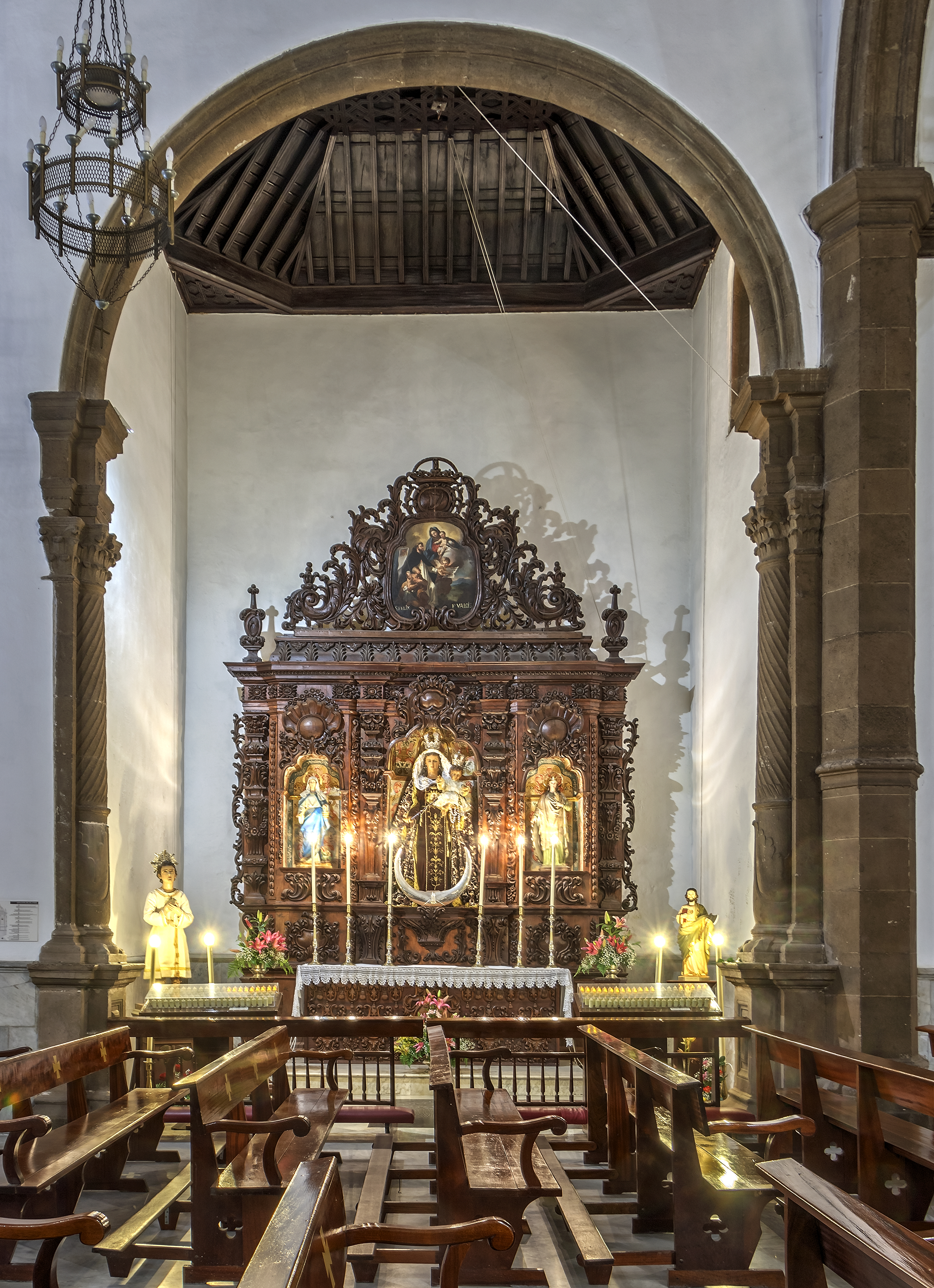
Linke Seitenkapelle; Altar mit Retabel "Nuestra Señora del Carmen"
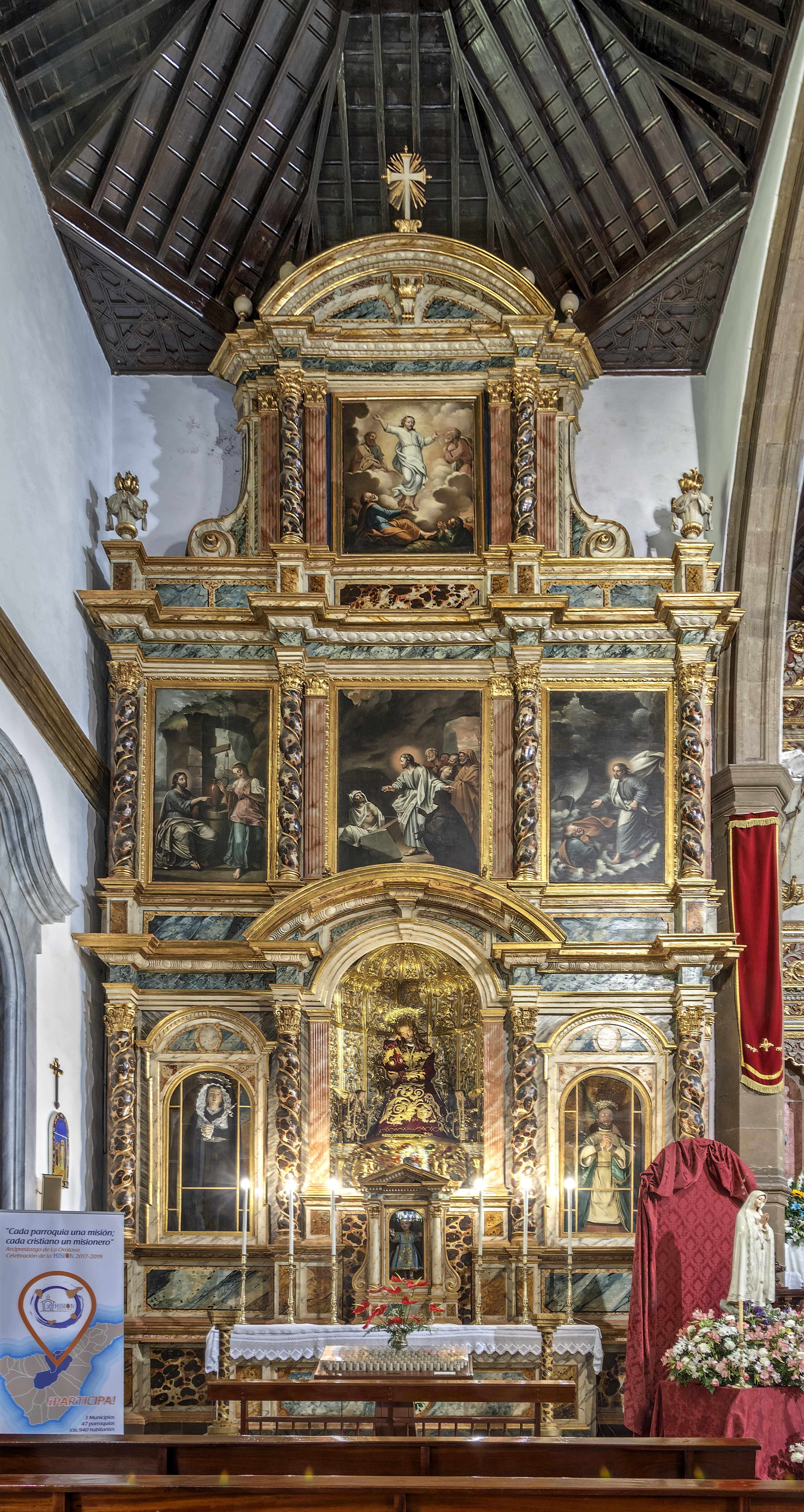
Linker Seitenaltar mit Retabel "Gran Poder de Dios" (Die große Kraft Gottes)
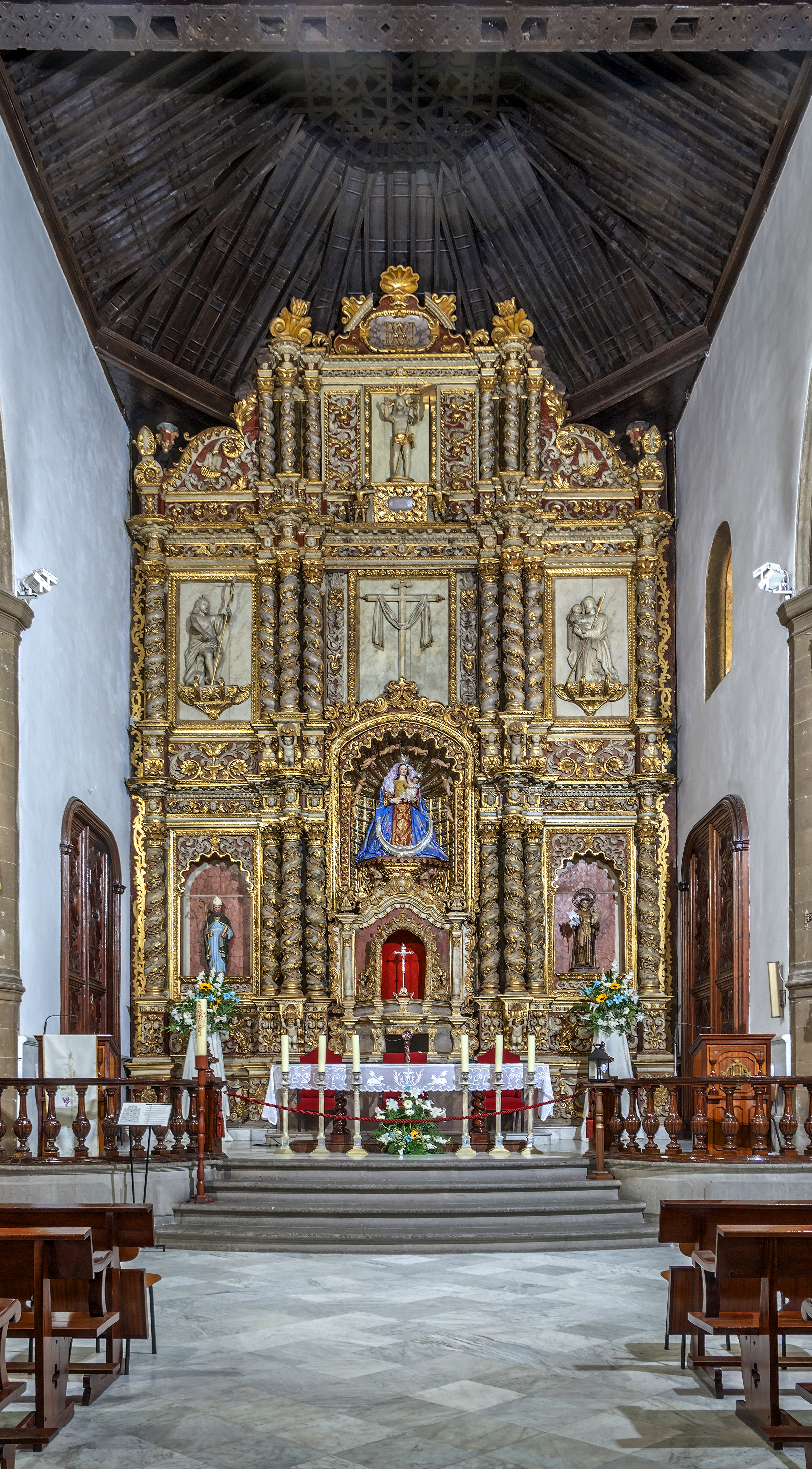
Hauptaltar mit Retabel "Virgen de la Peña de Francia"
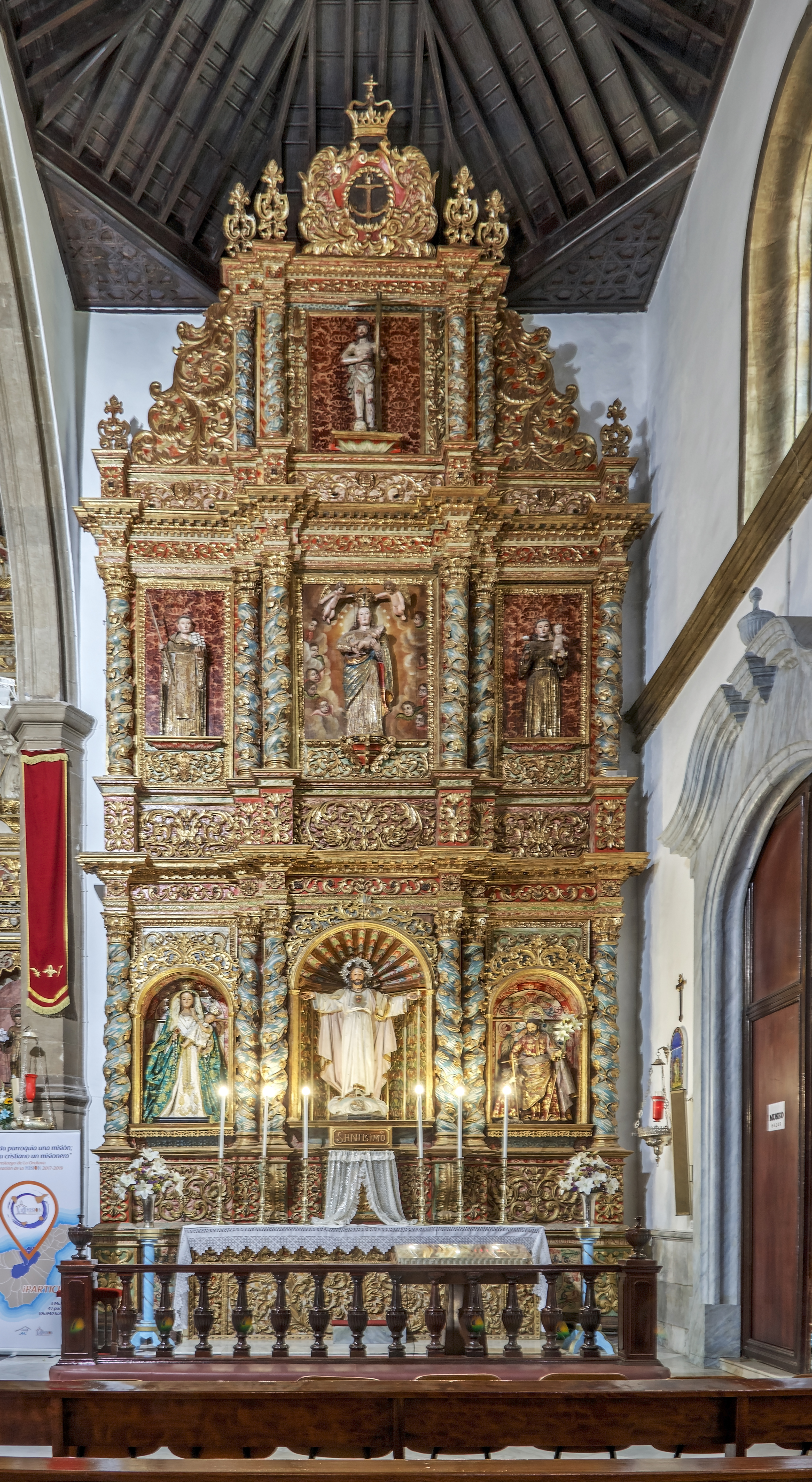
Rechter Seitenaltar mit Retabel "De los Mareantes Nuestra" (Altar der Seeleute)
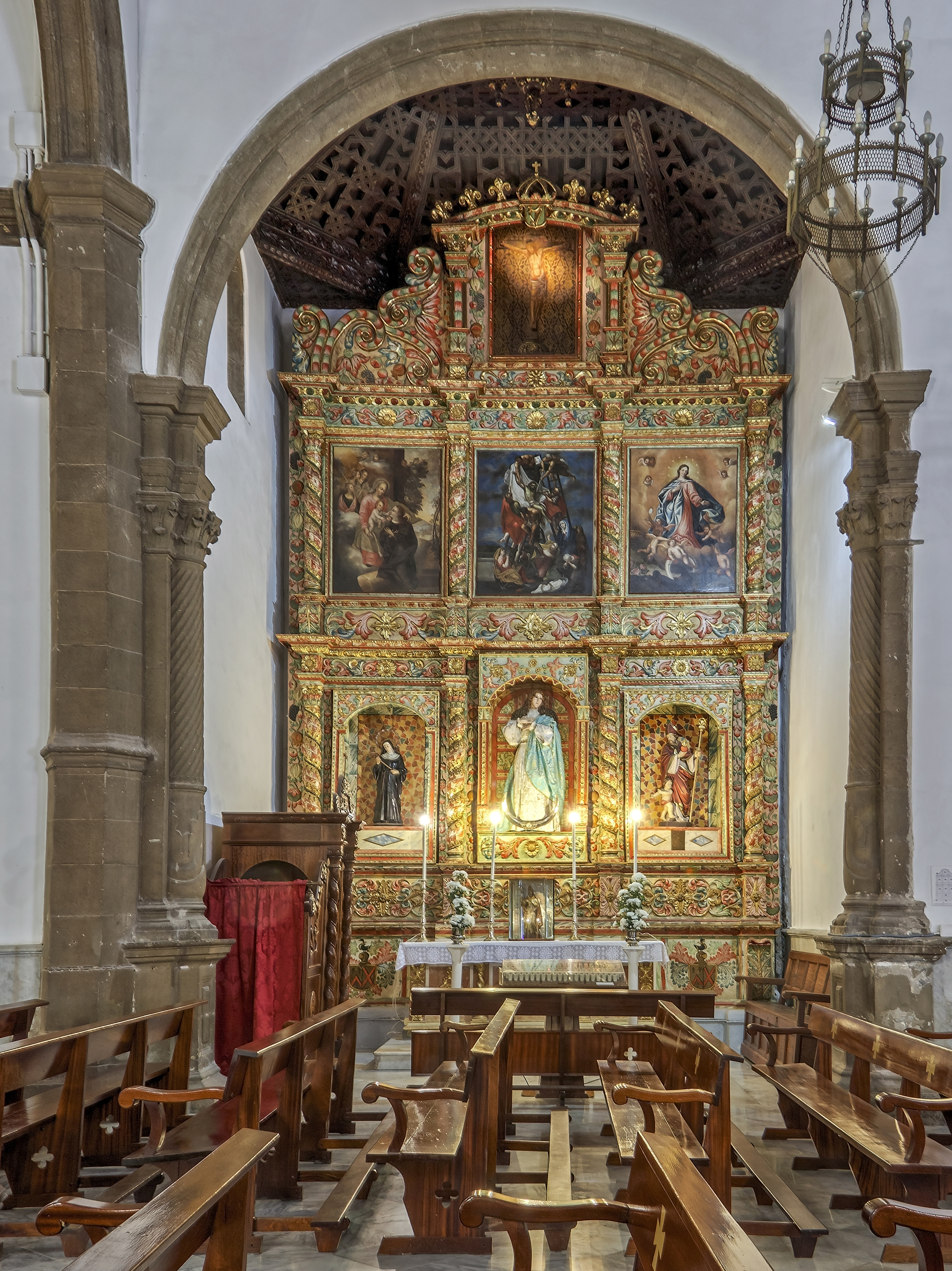
Rechte Seitenkapelle; Altar mit Retabel "Nuestra Señora de la Conceptión" oder "San Patricio"

### Sonstiges

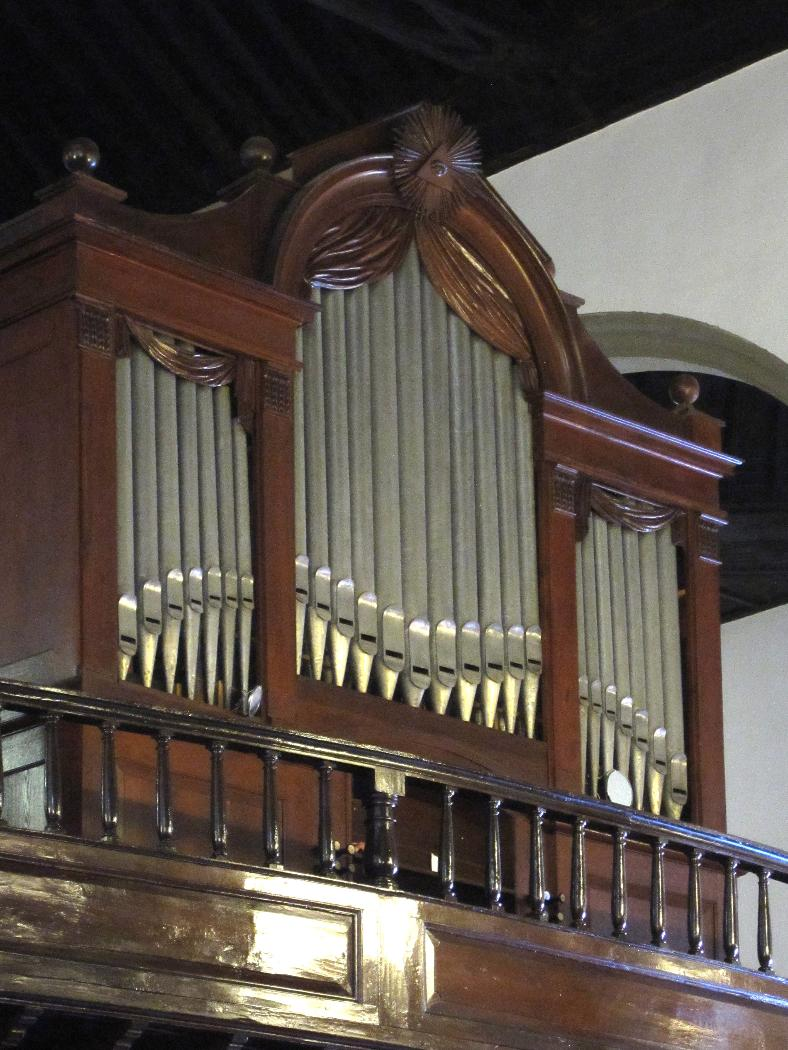
Orgel von 1818

- Der untere Chor (Westchor) wurde 1822 verschlossen und wurde mit einer Gitterbalustrade versehen. Er beherbergt das Chorgestühl aus dunklem Holz aus dem 18. Jahrhundert und eine Empore.
- Auf dieser Empore befindet sich die Orgel mit einem klassizistischen Prospekt. Sie wurde 1818  in Hamburg von Joachim Wilhelm Geycke und Johann Heinrich Wohlien  erbaut und verfügt über 12 Register, die auf zwei Manuale verteilt sind.
- Gegenüber dem Chor, zu Füßen des Hauptkirchenschiffes, stehen zwei Marmorbecken für das Weihwasser, von denen eines das alte Taufbecken ist.
- An der Eingangsseite des rechten Seitenschiffs befindet sich eine Taufkapelle, die durch ein geschnitztes Holzgitter abgetrennt wird. Dort befindet sich ein Taufbecken aus italienischem Marmor aus 1733, das vor dem Brand in der Kirche des Klosters der Heiligen Katharina in Puerto de la Cruz verwendet wurde. In der Taufkapelle befinden sich auch die Skulpturen des „Christus an der Säule“ eines unbekannten Künstlers in neoklassizistischem Stil und des „Heiligen Dominikus “ des José Lujan Pérez (1756–1815)
- Im rechten Seitenschiff befindet sich eine barocke Christusfigur (Cristo de la Salud) aus dem 17. Jahrhundert.

Seit dem 12. Mai 2003 stehen die Kirche und die mit ihr verbundenen Kunstwerke unter Denkmalschutz.